# レオン・スタイン
レオン・スタイン（Leon Stein, 1910年9月18日 - 2002年5月9日）は、アメリカ合衆国の作曲家。
シカゴ出身。デポール大学でレオ・サワビー、フレデリック・ストック、ハンス・ランゲらに師事し、1935年に修士号を、1949年に博士号を取得した。1931年から1978年までデポール大学の教壇に立って作曲と音楽理論を教え、1966年から1976年まで音楽学部長を務めた。またシカゴ・ユダヤ大学の音楽研究所の責任者を務めた。またシカゴ市交響楽団をはじめ多くのオーケストラを指揮した。
作曲家としては特にサクソフォーンのための作品で知られる。作風はモダンかつユダヤ民族主義に基づいたものである。

## 作品

### 劇場音楽
- 漁師の妻（1954）

### 管弦楽曲
- ヴァイオリン協奏曲（1939）
- 3つのハシディック舞曲（1940-41年）
- 交響曲第1番（1940）
- 交響曲第2番（1942）
- ウォルト・ホイットマンの3つの詩によるトリプティーク（1943）
- 交響曲第3番（1950-51）
- ラプソディ（1954）
- 交響曲第4番（1974）
- チェロ協奏曲（1977）

### 室内楽曲
- ソナタ〜ヴァイオリンとピアノのための（1932）
- 弦楽四重奏曲第1番（1933）
- 木管五重奏曲（1936）
- 五重奏曲〜サクソフォーンと弦楽四重奏のための（1957）
- 六重奏曲（1958）
- ヴァイオリン・ソナタ（1960）
- トリオ〜サクソフォーン・ヴァイオリン・ピアノのための（1961）
- 弦楽四重奏曲第2番（1962）
- 弦楽四重奏曲第3番（1964）
- 弦楽四重奏曲第4番（1965）
- ソナタ〜テナーサックスとピアノのための（1967）
- 弦楽四重奏曲第5番（1967）
- 組曲〜サックス四重奏のための（1967）
- ソナタ〜ヴィオラのための（1969）
- 組曲～木管五重奏のための（1970）
- 金管五重奏曲（1975）
- 組曲〜弦楽三重奏のための（1980）

## 文献
- Margareth Owens, "Leon Stein". The New Grove Dictionary of Music and Musicians online